# Daneborg

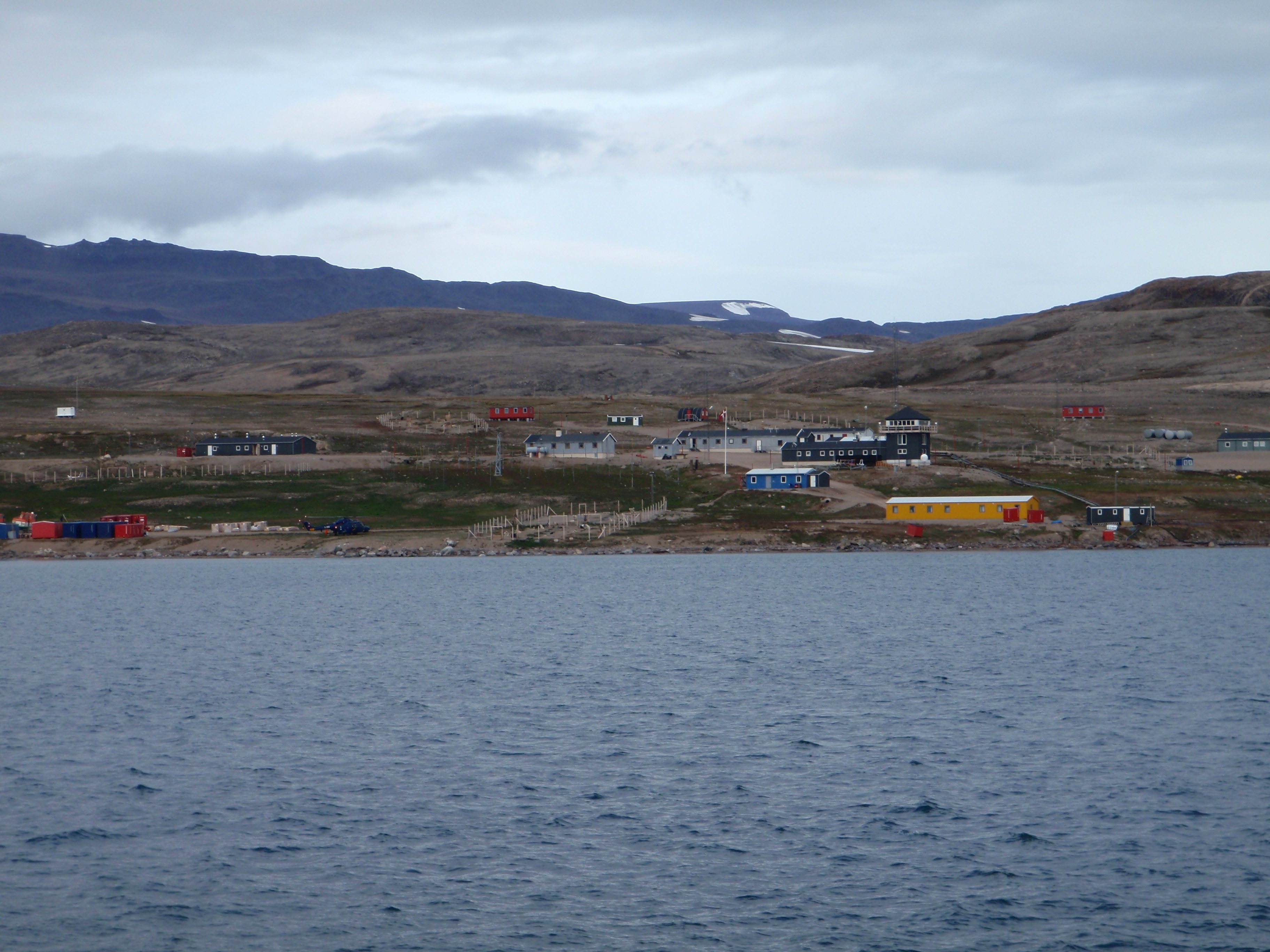
Daneborg in 2008

Locatie van Daneborg in het Nationaal Park van Groenland

Daneborg of Station Daneborg is een militaire basis in het oosten van Groenland op het schiereiland Wollaston Forland. Het is gelegen ten noorden van de poolcirkel in het Nationaal Park Noordoost-Groenland, het grootste nationaal park ter wereld. De basis is het hoofdkwartier van de Deense Siriuspatrouille (Deens: Siriuspatrullen): een speciale militaire eenheid die met zijn hondensleeën over het park waakt. De basis bestaat uit 23 barakken en een hut die dienstdoet als museum. Een dieselaggregaat zorgt voor de stroomvoorziening. Er is een klein vliegveld. Het aantal inwoners wisselt afhankelijk van het seizoen: in de winter verblijven er doorgaans 12 soldaten en 80 sledehonden.

## Geschiedenis
De laatste uit 1823 daterende Inuit-nederzetting in Noordoost-Groenland genaamd Eskimonæs, gelegen op Claveringeiland, die tevens diende als kunstwachtstation, werd in de Tweede Wereldoorlog op 13 maart 1943 door de Duitsers vernietigd. In de zomer van 1944 werd, 27 km noordoostelijker, de huidige basis gebouwd door een eenheid van Amerikaanse troepen van de kustwacht onder leiding van kapitein Strong. De basis diende als weerstation en werd 'OYK' genoemd. Nog voor de bouw van de basis afgerond was kreeg de eenheid het bevel de plaats te verlaten. De basis werd overgenomen door de Northeast Greenland Sledge Patrol, de voorgangers van de Siriuspatrouille. Deze eenheid moest tijdens de Tweede Wereldoorlog de noordelijke kust van Groenland bewaken tegen de Duitsers. De Duitsers wilden er immers een weerstation neerzetten om de weersvoorspellingen in Europa te verfijnen.
Na de Tweede Wereldoorlog werd het station omgedoopt naar Daneborg, aangezien er ook basis met de naam 'OYK' bestond op de Faeröer.
Tot en met 1974 was er ook een weerobservatietoren in Daneborg.

## Trivia
Eli Knudsen, de enige geallieerde soldaat die tijdens de Tweede Wereldoorlog sneuvelde in de regio, ligt begraven in station Daneborg. Hij overleed toen hij met de Noordoost-Groenlandse sledepatrouille een Duits weerstation ontdekte. Bij die confrontatie kwam ook een Duitser om het leven: luitenant Gerhard Zacheris.